# فيلهلم هيرمان
ويلهلم هيرمان (بالألمانية: Wilhelm Herrmann)‏ هو عالم عقيدة وأستاذ جامعي ألماني، ولد في 6 ديسمبر 1846 في Wust, Saxony-Anhalt ‏ في ألمانيا، وتوفي في 2 يناير 1922 في ماربورغ في ألمانيا.

## وصلات خارجية
- فيلهلم هيرمان على موقع الموسوعة البريطانية (الإنجليزية)